# Slovenska veteranska avto-moto zveza
Slovenska veteranska avto-moto zveza (SVAMZ) je bila prva zveza društev za starodobna vozila v Sloveniji. Zasnovana je bila ob otvoritvi Muzeja motociklov na Vranskem leta 1997, registrirana pa leta 1999. Na Vranskem ima zveza še danes sedež in glavno pisarno. Zveza skrbi za ohranjanje premične tehniške dediščine.

## Zgodovina
Ustanovna društva so bila AMD Tržič, MDO Naklo, MK Leteči Kranjci, Moto Veterani Šoštanj, Klub ljubiteljev Klasičnih in Športnih Vozil Kidričevo, C.M.O.C. - Klub lastnikov in Ljubiteljev Klasičnih Motociklov ter MD Tržišče. V društveni register Občine Žalec je bila zapisana pod številko 283.  Danes združuje več kot petdeset društev in ima v svojem registru zabeleženih več tisoč starodobnih vozil. Takoj po ustanovitvi je začela z izdajo nacionalno priznanih certifikatov (izkaznic) za starodobna vozila, ki so omogočala takrat različne ugodnosti, istočasno pa izkazovala status starodobnika. 
Leta 2005 je zveza pridobila status društva v javnem interesu na področju kulture, ki ji ga je dodelilo Ministrstvo za kulturo, saj je ugotovilo, da zveza opravlja kulturno dejavnost, njeno delovanje pa je splošno koristno in v javnem interesu na področju varovanja kulturnih dobrin – premične tehniške dediščine. Danes ima zveza status nevladne organizacije v javnem interesu na področju kulture. 
Leta 2001 je bila včlanjena v mednarodno organizacijo FIVA (Federation Internationale des Vehicules Anciens), ki je najpomembnejša tovrstna organizacija. Leta 2007 so se komisarji SVAMZ udeležili posebnega izobraževalnega seminarja pri organizaciji CTIF (International association of fire and rescue service) in pridobili mednarodno licenco za ocenjevanje starodobnih gasilskih vozil. Leta 2011 je postala zveza SVAMZ članica ICOM, Mednarodnega muzejskega sveta, in TICCIH, mednarodne organizacije za industrijsko dediščino. 
Od svojih začetkov zveza SVAMZ  izdaja revijo Avto Motor Classic. Vsi člani jo prejemajo brezplačno na dom.
Trenutni predsednik zveze je Franci Škrjanec. Pred njim so to vlogo opravljali Rok Rotar, Bernard Oblak ter Engelbert Černilec.

## Cilji in namen zveze
Zveza je bila ustanovljena z namenom:
- ohranjanja tehnične-kulturne dediščine, zlasti vozil
- zbiranja in izdajanje informatike s tega področja
- izdelave strokovnih meril za ocenjevanje tehničnega stanja starodobnih vozil
- izdelave meril za podelitev licence posameznikom za ocenjevanje tehničnega stanja starodobnih vozil
- ocenjevanja tehničnega stanja starodobnih vozil po strokovnih merilih
- izdelave seznama/ evidenc starodobnih vozil
- usklajevanja dejavnosti, ki so skupnega interesa, včlanjenih društev
- organiziranja razstav in strokovnih predavanj s tega področja
- izdelave strokovnih meril za ocenjevanje dosežkov na športnih tekmovanjih, ki jih organizirajo včlanjena društva
- izdelave meril za podelitev licence posameznikom za nadzor in pomoč pri športnih
- tekmovanjih, ki jih organizirajo včlanjena društva in izdajanje le-teh
- izdelave meril za licence posameznikom kot športnikom s starodobnimi vozili in izdaja le-teh
- usklajevanja športnih in drugih prireditev včlanjenih društev
- izdelave meril za ocenjevanje kakovosti popravljanja oziroma obnavljanja (restavriranja) vozil in izdajanja ocen posameznikom in podjetjem
- izdelave priporočil oziroma mnenj o stanju starodobnih (klasičnih) in posamično izdelanih vozil
- glede varovanja okolja in voznih varnostno tehničnih meril
- zastopanja interesov lastnikov starodobnih vozil pri sodelovanju s sorodnimi domačimi, inozemskimi in mednarodnimi organizacijami, oziroma včlanjenju v le-te
- vse omenjene namene in naloge izvajati v duhu mednarodne organizacije starodobnih vozil FIVA
- zastopanja interesov lastnikov starodobnih vozil pred državnimi organi
- izdajanja certifikatov za starodobna vozila v skladu z zgoraj naštetimi točkami in z namenom dosega ciljev

Cilji zveze SVAMZ so: 
- povezovanje ljubiteljev premične tehniške dediščine, tako društev kot posameznikov
- popularizacija pojma "premična tehniška dediščina" in varstva le te
- strokovno izpopolnjevanje in pospeševanje izobraževanja mlajših generacij, ohranjanje potencialno zanimivih vozil že danes za vse prihodnje generacije
- razvoj konservatorsko-restavratorskih dejavnosti na področju premične tehniške dediščine; zagotavljanje boljšega in ugodnejšega položaja vseh posameznikov ljubiteljev tehniške dediščine v Republiki Sloveniji
- predstavljanje in zastopanje skupnih interesov lastnikov starodobnih vozil pred vladnimi in drugimi organizacijami
- povezovanje z drugimi sorodnimi organizacijami in mrežami tako v Republiki Sloveniji kot tudi v mednarodnem prostoru.